# En flicka på kroken (1964)
Denna artikel handlar om "En flicka på kroken" från 1964, för filmen från 1948 se En flicka på kroken (1948).
En flicka på kroken är en amerikansk film från 1964 i regi av Howard Hawks. Hawks avsåg egentligen med filmen att den skulle vara en hommage till hans egen screwball-klassiker Ingen fara på taket från 1938, med Katharine Hepburn och Cary Grant. Men ingen av de ursprungliga skådespelarna ville reprisera sina roller och istället fick Rock Hudson och Paula Prentiss bära upp huvudrollerna.

## Rollista i urval
- Rock Hudson - Roger Willoughby
- Paula Prentiss - Abigail Page
- Maria Perschy - Isolde 'Easy' Mueller
- Charlene Holt - Tex
- John McGiver - Cadwalader
- Roscoe Karns - Major Phipps
- James Westerfield - Polisman
- Norman Alden - John Screaming Eagle
- Forrest Lewis - Skaggs
- Regis Toomey - Bagley
- Tyler McVey - Customer Bush
- Kathie Browne - Marcia